# مرداب لب‌شور

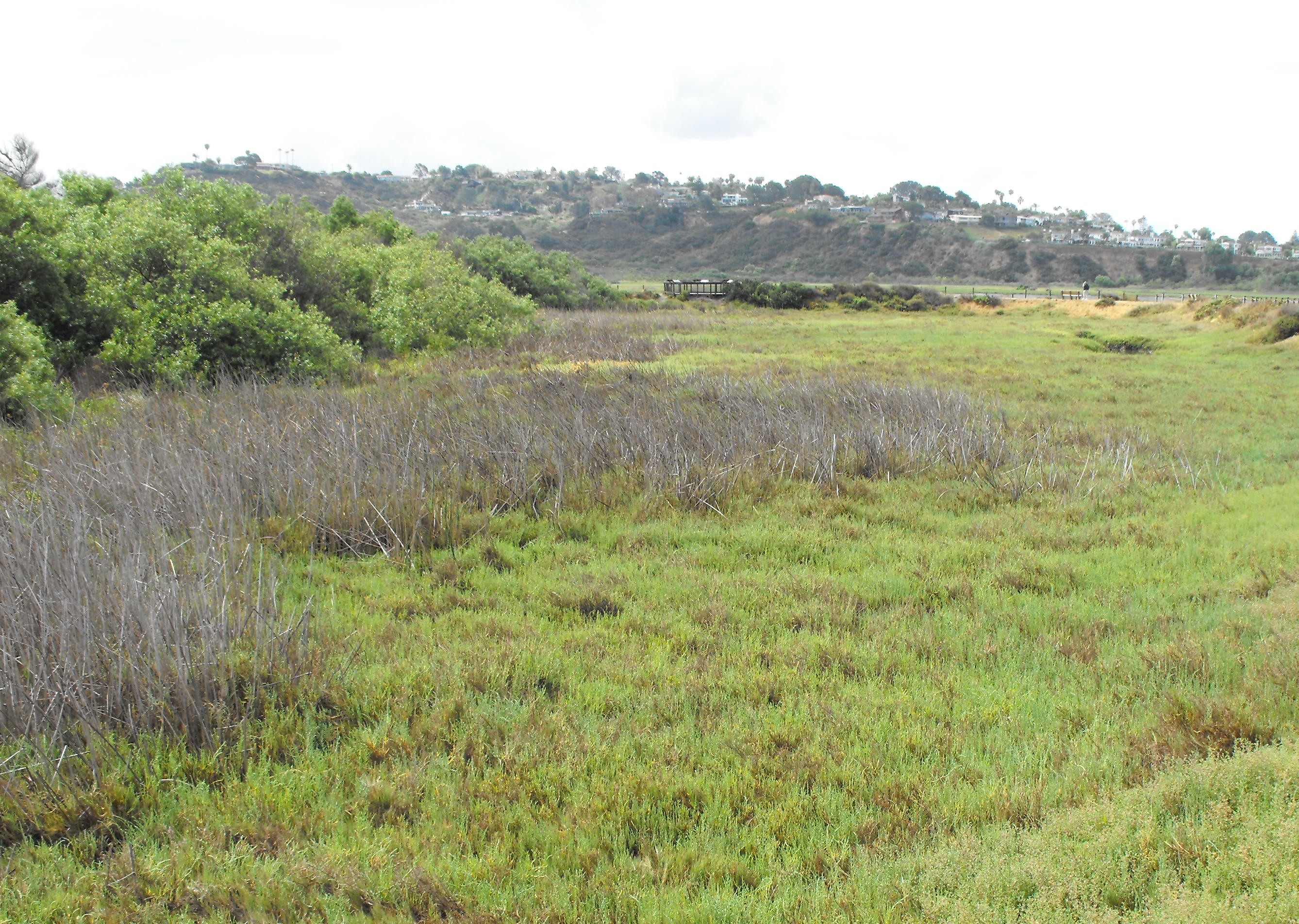
بخش ماندابی تالاب لب‌شور سن الیجو در شهرستان سن دیگو، کالیفرنیا

مرداب‌های لب‌شور (به انگلیسی: Brackish marsh)، از شورمرداب‌هایی ایجاد می‌شوند که در آن هجوم قابل توجه آب شیرین، آب دریا را به سطح شوری رقیق می‌رساند. این معمولاً در بالادست شوره‌زارهای نمکی توسط مصب رودخانه‌های ساحلی یا نزدیک دهانه رودخانه‌های ساحلی با تخلیه آب شیرین سنگین در شرایط دامنه‌های کشندی پایین رخ می‌دهد.